# Ichoukrène
Ichoukrène (Icukren en kabyle) est un village de Kabylie de la commune algérienne de Draâ El Mizan, dans la wilaya de Tizi Ouzou, Algérie.

## Localisation
Le village Ichoukrène se situe au nord de la commune de Draâ El Mizan, à environ 10 km du chef-lieu.

## Toponymie
Le nom de Ichoukren/Icukren pourrait dériver du mot kabyle ASEKKUR, pluriel ISEKKREN[réf. souhaitée], qui signifie Les Perdreaux, référence à l'abondance de ce galliforme dans cette région montagneuses. Le village Sanana en frontières directes avec Ichoukren serait dérivé quant à lui du mot kabyle asennan(épine), par référence à une plante fort abondante; le genêt.

## Histoire
L'Histoire du village d'Ichoukren est liée au mythe du premier habitant qui, serait, selon la légende, arrivé le premier à  l'actuel village[réf. souhaitée]. L'individu en question et ancêtre de la plupart des habitants actuels, nommé Ahcène serait arrivé aux environs du XVIIe ou XVIIIe siècle à la suite de la répression ottomane qui a suivi l'invasion de l'Afrique du nord en 1515 par les janissaires et les troupes de Barberousse venues par les côtes kabyles d'Azeffoun[réf. nécessaire].

## Infrastructures
Le village dispose d'une école primaire (à Thighlidhine) et d'un collège (à Thiaarkovine), d'un bureau de poste et d'un stade de football.